# Cârniceni, Iași
Cârniceni este un sat în comuna Țigănași din județul Iași, Moldova, România.

## Istorie
Cel care a pus piatra de temelie a acestei localități a fost boierul Carp, care a zidit prima biserică a satului în anul 1802 și a înființat în anul 1842 târgul Căminăresti, pe locul localitătii Tigănasi-Cârniceni. Denumirea satului Cârniceni își are originea într-un termen din limba slavă veche însemnand ”fântânele”. Evreii au fost cei care au dezvoltat comerțul în comună deschizând magazine și construind străzi prin Cârniceni și Țigănași, pentru a ușura transportul mărfurilor. După Al Doilea Război Mondial, linia de front fiind foarte aproape , au mai rămas doar câteva case, astfel cei care au supravetuit au luat totul de la capăt.La sfârșitul secolului al XIX-lea, comuna Țigănași purta denumirea de Cărniceni, făcea parte din plasa Turia a județului Iași și era formată din satele Cărniceni, Șetrăreni, Probota, Blândești, Raiu, Perieni și târgușorul Țigănești.

## Monumente istorice
- Situl arheologic de la Cârniceni, punct „Cimitirul Vechi”; Cod LMI:IS-I-s-B-03548
  - Așezare (sec. XVII - XVIII, Epoca medievală); Cod LMI: IS-I-m-B-03548.01
  - Așezare (sec. XIV – XV, Epoca medievală); Cod LMI: IS-I-m-B-03548.02
  - Așezare (sec. VI – VIII, Epoca migrațiilor); Cod LMI: IS-I-m-B-03548.03
  - Așezare (sec. V – VI, Epoca migrațiilor); Cod LMI: IS-I-m-B-03548.04
  - Așezare (sec. IV p.Chr, Epoca daco-romană); Cod LMI: IS-I-m-B-03548.05
  - Așezare (sec. III - IV p. Chr., Epoca daco-romană); Cod LMI: IS-I-m-B-03548.06
  - Așezare (Eneolitic final, cultura Horodiștea – Erbiceni); Cod LMI: IS-I-m-B-03548.07
  - Așezare (Eneolitic, cultura Cucuteni, faza B); Cod LMI: IS-I-m-B-03548.08
- Situl arheologic de la Cârniceni, punct „Holm 1”; Cod LMI: IS-I-s-B-03549
  - Așezare (Hallstatt); Cod LMI:IS-I-m-B-03549.01
  - Așezare (Eneolitic final, cultura Horodiștea – Erbiceni); Cod LMI: IS-I-m-B-03549.02
  - Așezare (Eneolitic, cultura Cucuteni, faza B2); Cod LMI: IS-I-m-B-03549.03
  - Așezare (Eneolitic, cultura Precucuteni); Cod LMI: IS-I-m-B-03549.04
  - Așezare (Epipaleolitic); Cod LMI: IS-I-m-B-03549.05
  - Așezare (Paleolitic superior, gravettian); Cod LMI: IS-I-m-B-03549.06
- Situl arheologic de la Cârniceni, punct „Holm II” (); Cod LMI: IS-I-s-B-03550
  - Așezare (sec. VIII - X, Epoca medieval timpurie, cultura Dridu); Cod LMI: IS-I-m-B-03550.01
  - Așezare (sec. VI - VII, Epoca medieval timpurie, cultura Costișa-Botoșana); Cod LMI: IS-I-m-B-03550.02
  - Așezare (sec. III - I a. Chr., Latène, cultura geto-dacică); Cod LMI: Cod = IS-I-m-B-03550.03
  - Așezare (Hallstatt timpuriu); Cod LMI: IS-I-m-B-03550.04
  - Așezare (Eneolitic, cultura Cucuteni, faza B); Cod LMI: IS-I-m-B-03550.05
  - Așezare (Eneolitic, cultura Precucuteni, faza III); Cod LMI: IS-I-m-B-03550.06
  - Așezare (Eneolitic, cultura Precucuteni, faza II); Cod LMI: IS-I-m-B-03550.07
- Valul lui Traian (Epoca migrațiilor); Cod LMI: IS-I-m-B-03551
- Biserica „Sf. Haralambie” (construită în jur de 1792; reparată în 1897); Cod LMI: IS-II-m-B-04118